# Provincia de Sabanilla
La provincia de Sabanilla fue una división administrativa y territorial de la República de la Nueva Granada, creada por medio de la ley 20 del 22 de mayo de 1852 con la unión de los cantones de Barranquilla, Soledad y Sabanalarga, pertenecientes a la provincia de Cartagena. Su creación fue consecuencia de la reapertura del puerto de Sabanilla para la exportación de productos, y por el establecimiento de una aduana, que hizo que dicho puerto adquiriera mayor importancia comercial. La provincia existió hasta el 13 de mayo de 1857, cuando pasó a constituir, junto con las provincias de Cartagena y Mompós, el Estado Soberano de Bolívar, del cual formó parte de él como una de sus divisiones administrativas; con la constitución de 1886 el país entró en una nueva era administrativa, y los estados pasaron a denominarse departamentos, pero con la misma configuración territorial previa.

## División territorial
La provincia estaba dividida en tres cantones: Barranquilla, Soledad y Sabanalarga. Todos ellos estaban divididos en distritos parroquiales y aldeas, de la siguiente manera:
- Cantón de Barranquilla: Barranquilla, Baranoa, Tubará, Galapa y Juan de Acosta.
- Cantón de Soledad: Soledad, Santo Tomás, Sabanagrande, Palmar de Varela y Malambo.
- Cantón de Sabanalarga: Sabanalarga, Campo de la Cruz, Usiacurí, Palmar de Candelaria, Candelaria, Manatí, Piojó, Ponedera, Isabel López y Arroyo de Piedra.